# Eva Biaudet
Eva Rita Katarina Biaudet (ur. 27 lutego 1961 w Helsinkach) – fińska polityk narodowości szwedzkiej, posłanka do Eduskunty, dwukrotnie minister, rzecznik praw mniejszości Finlandii.

## Życiorys
Studiowała prawo na Uniwersytecie Helsińskim, jednak studiów nie ukończyła. Zaangażowała się w działalność Szwedzkiej Partii Ludowej. Z jej ramienia od 1989 do 1996 zasiadała w radzie miejskiej Helsinek. W latach 1991–2006 sprawowała mandat posłanki do Eduskunty, każdorazowo będąc wybierana w okręgu helsińskim. Od kwietnia 1999 do kwietnia 2000 i ponownie od kwietnia 2002 do kwietnia 2003 pełniła funkcję ministra zdrowia i ochrony socjalnej w drugim rządzie Paava Lipponena. Po odejściu z parlamentu była specjalnym przedstawicielem ds. walki z handlem ludźmi przy Organizacji Bezpieczeństwa i Współpracy w Europie.
W 2010 mianowana rzecznikiem praw mniejszości Finlandii (pomimo braku wymaganego wyższego wykształcenia). Została również kandydatką swojego ugrupowania w wyborach prezydenckich w 2012 (w pierwszej turze głosowania otrzymała 2,7% głosów). W 2015, 2019 i 2023 ponownie uzyskiwała mandat deputowanej do Eduskunty.